# Pohledecká Skála
Pohledecká Skála är ett berg i Tjeckien.   Det ligger i regionen Vysočina, i den centrala delen av landet, 130 km öster om huvudstaden Prag. Toppen på Pohledecká Skála är 791 meter över havet. Pohledecká Skála ingår i Žďárské vrchy.
Terrängen runt Pohledecká Skála är platt åt sydväst, men åt nordost är den kuperad.Runt Pohledecká Skála är det ganska tätbefolkat, med 100 invånare per kvadratkilometer. Närmaste större samhälle är Nové Město na Moravě, 4,8 km sydväst om Pohledecká Skála. Trakten runt Pohledecká Skála består till största delen av jordbruksmark.